# René Visse
René Visse (22 de outubro de 1937 - 20 de fevereiro de 2020) foi um político francês que serviu como deputado do 2º distrito eleitoral de Ardennes pelo Partido Comunista Francês entre 1978 e 1981.